# Irene Garcia Garcia
Irene Veronika Garcia Garcia (* 1957 in Regensburg) ist eine deutsche Politikerin der Partei Die Violetten.

## Leben
Irene Garcia wuchs in Regensburg auf und ist von Beruf Verwaltungsfachangestellte im öffentlichen Dienst. Sie absolvierte die Weiterbildung zur Geprüften Fremdsprachenkorrespondentin Englisch/Wirtschaft, zur Übersetzerin Englisch/Wirtschaft (IHK), als Lomi-Lomi- sowie als Aurum-Manus-Practitioner. Sie ist verwitwet.
2009 wurde sie Mitglied der Partei Die Violetten. Seit Ende Februar 2012 ist sie Bundesvorsitzende der Partei. Bis Anfang November 2015 amtierte sie gemeinsam mit Markus Benz, von November 2015 bis April 2017 mit Jochem Kalmbacher. Seit April 2017 ist sie alleinige Bundesvorsitzende. Garcia war Spitzenkandidatin der Violetten in Bayern bei der Bundestagswahl 2013. Die Partei trat auf der Landesliste Bayern mit fünf Kreiswahlvorschlägen an und erzielte dort 2.516 Erst- (0,0 %) und 8.211 Zweitstimmen (0,0 %). Eines ihrer Schwerpunktthemen war die Einführung eines bedingungslosen Grundeinkommens, das auch Bestandteil des Parteiprogrammes von Die Violetten ist.